# انغرك (كورنوال)
انغرك (بالإنجليزية: Angarrack)‏ هي قرية تقع في المملكة المتحدة في كورنوال.